# Кладбища Воронежа

## История
Информации о первом городском кладбище при городской крепости не сохранилось. Первые документы, которые сообщают о воронежских кладбищах, относятся к времени царствования Петра I. Так в 1723 году царь приказал одним жителям хоронить умерших у Троицкой церкви в слободе Чижовка, а другим — у Покровской церкви в Девичьем монастыре. Предположительно в начале XVIII века во время строительства флота в Воронеже появилось первое кладбище для католиков, протестантов и др. Согласно закону от 20 февраля 1800 года они должны были располагаться около кладбищ рядом с православными церквями. Из-за того, что городские кладбища располагались далеко от мест проживания горожан, то после смерти Петра I его запрет хоронить рядом с церквями перестал соблюдаться. В конце 1771 года указом императрицы Екатерины II этот запрет был подтверждён. Но в XIX веке власти разрешили похоронить человека на территории храма, если он оказывал материальную помощь церкви. На это необходимо было получить разрешение местного губернатора и согласие епархиального начальства.
В конце XIX века-начале XX века в Воронеже действовало три главных кладбища: Чугунное, Ново-Митрофановское и Терновое. Порядок на них поддерживался священнослужителями кладбищенских церквей и церковными старостами. Согласно сохранившемуся письму, написанному в 1874 году архитектором Д. С. Максимовым в Воронежскую городскую Думу на этих кладбищах не было никаких правил расположения могил и их ограждения, надгробия почти не охранялись, учёт захоронений (место, имя умершего) вёлся настолько плохо, что приводило к повторному погребению на том же месте. С 1880-х годов ситуация стала меться к лучшему. По отзывам местной прессы заслуга в это была двух представителей купеческого сословия Н. Н. Паньшина (гласного городской Думы и церковного старосты при Вознесенской церкви на Чугунном кладбище) и А. Н. Клочкова (известного благотворителя, общественного деятеля и церковного старосты при Всесвятской церкви на Ново-Митрофановском кладбище). Существовали также иноверческие кладбища: еврейское и лютеранское, которые находились в ведении религиозных общин.
Декрет Совнаркома от 7 декабря 1918 года предоставлял местным Советам право открывать кладбища и содержать их. Старые кладбища оставались в ведении церкви. С 5 мая 1919 года Чугунное, Ново-Митрофановское, Братское, Лютеранское и Еврейское кладбища стали подчиняться отделу коммунального хозяйства (Горкоммунотделу), созданному при Воронежском горисполкоме. В 1922 году городские кладбища перешли в ведение Губкоммунотдела, частью которого стал Горкоммунотдел. Губкоммунотдел располагал штатом похоронных служащих: грузчиков, копачей, носильщиков и уборщиков. В это же время для уменьшения расходов Еврейское кладбище было передано Губкоммунотделом общине верующих, а Терновое — исполкому Троицкой слободы.
В начале 1930-х годов надгробные сооружения на кладбищах стали уничтожаться: металлические ограды переплавлялись, надгробия использовались при мощении улиц . Лютеранское, старообрядческое и армянское кладбища были закрыты и уничтожены. На Коминтерновское кладбище были перенесены со старых кладбищ надгробья XIX века— начала XX века Многие надгробья были использованы для новых захоронений. Подобное продолжалось и после того, как 22 июля 1936 года, когда президиум горсовета постановил сохранять и улучшать городские кладбища, а именно, открыть ранее закрытое кладбище на Монастырщенке (ныне территория рядом с Успенской семинарской церковью на Ленинском проспекте), огородить все кладбища. На действующих кладбищах (Новостроящемся, Предтеченском на Чижовке, Придаченском, Чугунном и Монастырщенском), а также на Терновом установить сторожки. Строительство на закрытых кладбищах запрещалось в течение 30 лет, если для этого требовало разрытие почвы более, чем на 20 см. Но эти меры, в основном, только декларировались.
В современной истории Воронежа охрана кладбищ тоже не идеальна. В 1980-е годы с санкции архитектурно-планировочного управления Воронежа были уничтожены сохранившиеся дореволюционные кладбища. В 1987—1988 годах — кладбище на Монастырщенке, а в 1990—1992 годах на уцелевшей части Предтеченского кладбища на Чижовке были построены здания. По данным газеты «Воронежский телеграф» (приложения к газете «Воронежский курьер», учредителем которой является областная администрация) в 1992 году с санкции главного архитектора города Воронеж участки на закрытом Терновом кладбище были отданы под строительство частных домов. При этом, по мнению известных воронежских краеведов Павла Попова и Бириса Фирсова, было нарушено решение V-ой сессии городского Совета от 15 февраля 1991 года «О кладбищах в г. Воронеже», которое запрещало «полный или частичный снос и застройку» любых городских кладбищ. В начале XXI века на территории бывшего Чугуновского кладбища была выделена земля под строительство многоэтажного дома, а на территории бывшего Новостроящегося кладбища, несмотря на протесты жителей, был построен торговый центр.
В современном Воронеже действует девять кладбищ:
- Лесное
- Будёновское
- Еврейское[7]
- Никольское
- Правобережное
- Подгоренское
- Левобережное
- Юго-Западное
- Коминтерновское

Около цирка сохраняется Литературный некрополь — могилы А. В. Кольцова, его родственников, И. С. Никитина и писательницы Е. М. Милицыной (угол ул. Моисеева и 20-летия Октября). На территории детского парка «Орлёнок» (ул. Фридриха Энгельса) сохраняется Некрополь, который появился здесь во время Гражданской войны. Некрополь на территории Акатова монастыря был создан в начале 1990-х годов взамен снесенного в Советское время кладбища. Некрополь включает символические надгробия ряда православных иерархов, рядом с которыми захоронена и блаженная старица Феоктиста, а также надгробие М. С. Цвета.
Наиболее выдающихся жителей города хоронят на Коминтерновском кладбище

## Описание

### Терновое кладбище
Расположено на высоком берегу Воронежского водохранилища у оврага, между улицами Мало-Терновой и Дзиньковского (бывшая «За Терновой оградой»). Своё название Терновое кладбище, получило от урочища Терновая поляна, на которой оно размещалось.

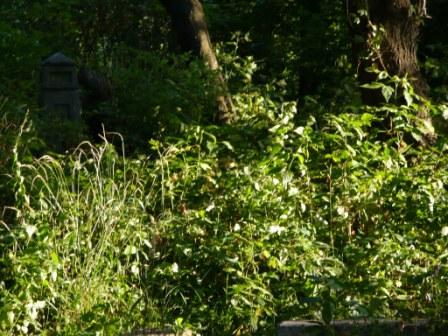
Воронеж, Терновое кладбище в июле 2008 года

Терновое кладбище охраняется государством, как исторический памятник.. На этом кладбище похоронены участники войны 1812 года, участник Суворовского похода. Это кладбище не было престижным; богатых и известных людей хоронили на Чугунном кладбище. Состояние кладбища к 2008 году было запущенным местом с несколькими сохранившимися надгробиями. Некоторые могилы были приведены в порядок, стояли кресты, были сделаны новые таблички с фамилиями покоившихся. Часть кладбища занимает школьная футбольная площадка.
В 2008 году начата реконструкция кладбища по проекту архитектора В. Г. Фролова, планируется создание полноценного мемориального комплекса. В середине 2013 года реконструкция кладбища закончена. На нём установлен обелиск, в честь 200-летия победы России в Отечественной войне 1812 года, в память погребенных на Терновом кладбище воронежцев, защищавших Родину на полях сражений и трудившихся на её благо в мирное время.

### Воинский некрополь в парке «Орленок»
В одном из уголков детского парка «Орленок» в тени деревьев находится небольшое кладбище. До 1918 года обширная площадь на месте теперешнего парка именовалась Кадетским плацем. На ней занимались физкультурой и строевой подготовкой ученики Кадетского корпуса. Вскоре после революции Кадетский корпус был ликвидирован, а бывший плац получил революционное имя — площадь III Интернационала. Она стала главной городской площадью — там проходили митинги, парады, демонстрации. Первые похороны состоялись там 15 сентября 1919 года. Хоронили защитников города, погибших в боях с конным корпусом генерала Мамонтова на северных и северо-западных окраинах Воронежа. Газета «Известия совета обороны Воронежского укрепленного района» в номере от 15 сентября 1919 года поместила отчет о траурных мероприятиях: « В одной могиле 5 гробов — т. Смирнова, Лапина, Королева, Дмитриева, Процека и 16 неизвестных трупов». В конце 1920 года на площади появилось сразу шесть могил. 14 декабря 1920 года состоялись похороны председателя губЧК Н. Е. Алексеевского, губвоенкома Ф. М. Модовцева, коменданта губЧК В. Б. Бахарева, оперуполномоченного Б. М. Розина, сотрудника губернской милиции Б. В. Полякова, уполномоченного упродкома В. Н. Перекрестова. Все они погибли на юге губернии, попав в засаду организованную повстанцами И. С. Колесникова. 30 июня 1930 года состоялись похороны семерых летчиков, экипажа бомбардировщика ТБ-3, потерпевшего катастрофу под Саратовом 27 июня: командира авиабригады Осадчего А. М. (1889 г. р.), командира авиаэскадрильи Столярова П. В. (1894), командира авиаотряда Сивоглазова С. М. (1897), авиаинженера Спевакова К. А. (1892)., летчика-наблюдателя Новозонова П. Н. (1905)., мл. летчика-наблюдателя Ивакина К. П. (1906)., бортмеханика Шмакина С. А. (1905). В 1931 году был похоронен областной прокурор по надзору за органами ОГПУ Ф. А. Спорыньин (1888—1931). В годы Великой Отечественной войны появилось ещё несколько захоронений. В январе 1942 года был похоронен генерал-лейтенант Пшенников П. С. (1895—1941), генерал-майор Смирнов В. С. (1897—1942), командир Воронежского Добровольческого полка полковник М. Е. Вайцеховский (1896—1942), подполковник М. Н. Сороколет (1905—1942), рядовой С. К. Губин, рядовой П. Д. Феденцев. Последние похороны состоялись в 1948 году. 13 июля после тяжелой болезни умер секретарь обкома партии И. А. Цедилин (18.2.1913—13.7.1948).

### Коминтерновское кладбище
Сюда были перенесены со старых кладбищ надгробья XIX в — начала XX в. Многие надгробья были использованы для новых захоронений. Так с Чугуновского кладбища взяты «саркофаги» с могил городского головы С. Л. Кряжова и его жены Г. И. Кряжовой (использованы на могилах Н. и Г. Петровских, квартал 3) и других членов этой семьи (на могиле Е. О. Мотовиловой, кваратал 4). Эти уникальные памятники выполнены в середине XIX века из чёрного полированного шведского гранита. Ныне на Коминтерновском кладбище захоронения производятся только на аллее почётных граждан.

### Юго-Западное кладбище

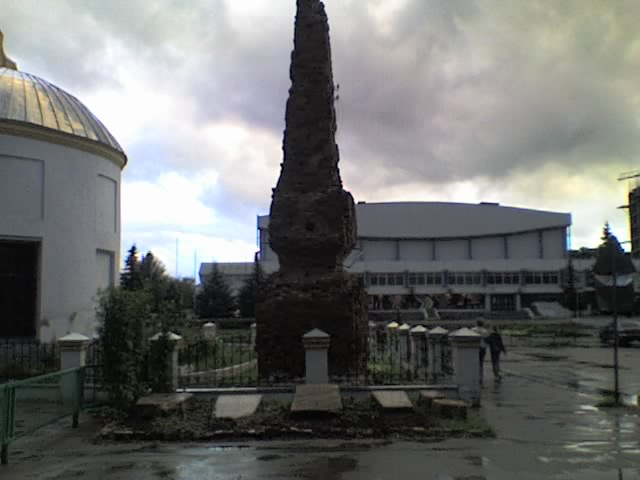
Воронеж, Входной пилон ограды Чугунного кладбища, XIX век

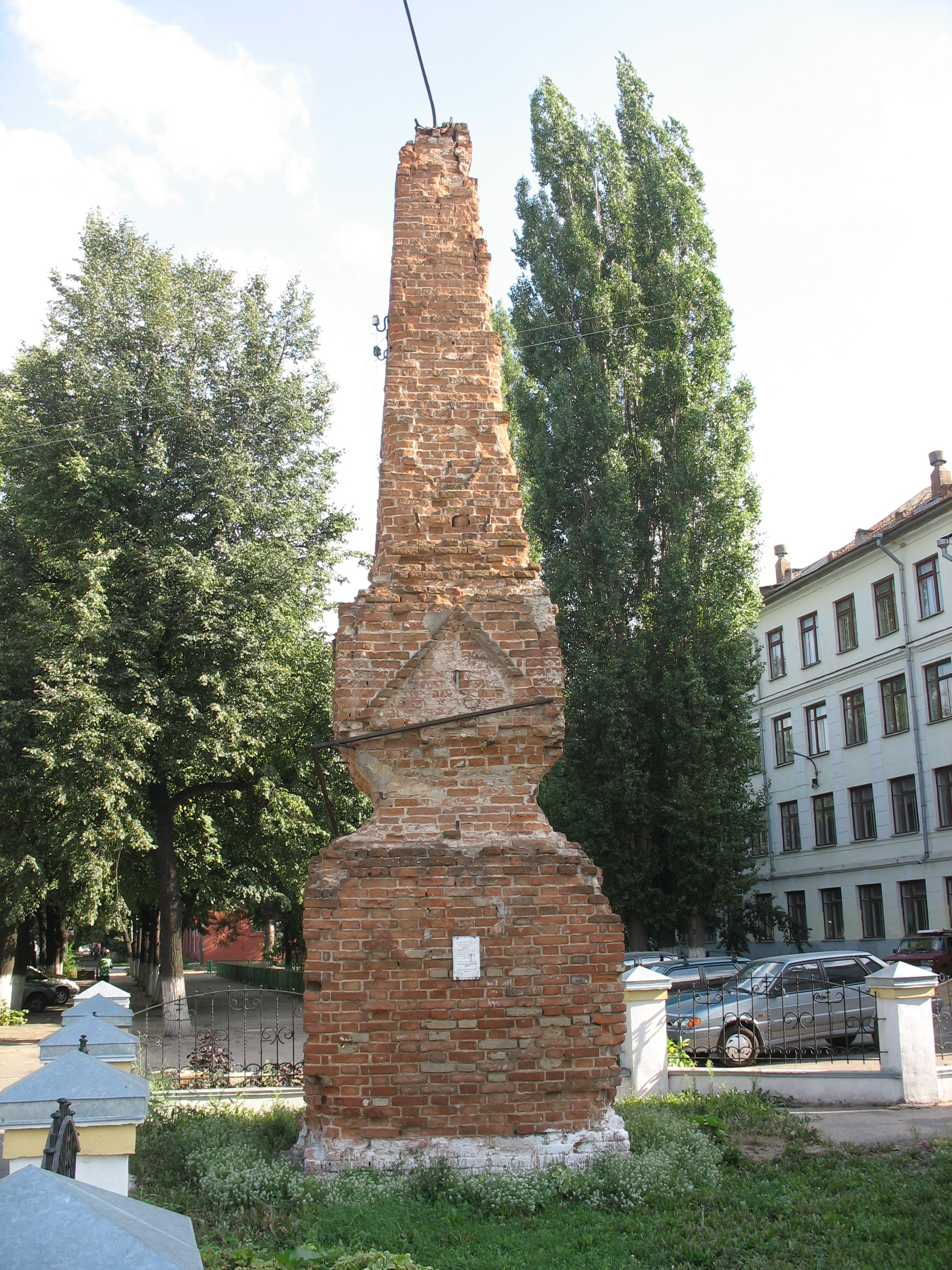
Входной пилон ограды Чугунного кладбища с табличкой

### Вознесенское (Чугунное) кладбище

#### Входной пилон ограды Вознесенского (Чугунного) кладбища
Этот пилон поставлен примерно в XIX веке. Этот исторический памятник находится рядом с церковью пророка Самуила (ныне ул. Карла Маркса, 114а) недалеко от Дворца спорта «Юбилейный». На строительство этой церкви в 1808—1816 годы пожертвовал деньги купец Самуил Никитич Мещеряков. За свою большую физическую силу он был прозван Чугунным, поэтому и кладбище на этом месте стали именовать Чугунным. В 1928 году они были убраны. Само Чугунное кладбище было снесено, на его месте сейчас стоит дворец спорта «Юбилейный» и высотный жилой дом по соседству.
В 2007 году при строительстве жилого дома на территории бывшего кладбища была найдена аллея славы воинов Отечественной войны 1812 года, останки которых 25 января 2007 года, в день освобождения Воронежа во Второй мировой войне, перезахоронили на территории храма пророка Самуила.
Надпись на табличке гласит:
С начала XIX века на этом месте находили последнее упокоение тысячи достойных сынов и дочерей России, пока в середине XX века потомки не осквернили и не уничтожили останки предков.
Да простят мертвые живых, да не допустят повторения живые.
Да упокоит Господь души усопших.